# Миролюбівка (Близнюківська селищна громада)
Миролю́бівка —  село в Україні, у Близнюківській селищній громаді Лозівського району Харківської області. Населення становить 145 осіб. До 2020 орган місцевого самоврядування — Лукашівська сільська рада.

## Географія
Село Миролюбівка знаходиться за 2 км від селища Близнюки, примикає до села Ганно-Рудаєве. По селу протікає пересихаючий струмок з якого починається річка Велика Тернівка.

## Історія
Село Миролюбівка виникло наприкінці ХІХ ст.. Назва села, за однією з версій, походить від прізвища барині Мирної, яка проживала десь у Надеждиному, а землі її простягались аж сюди; За іншою, більш задокументованою версією, село Миролюбівка наприкінці ХІХ ст. у народі ще називалось Вікторівка, так як знаходилось на землях землевласника Віктора Мирного. Імовірно, через прізвище Мирного село у народі і до цього часу називають Мирнівка.  
У жовтні 1941 року село Миролюбівка було окуповане нацистами, у січні 1942 було звільнене, у травні 1942 окуповане знову. У лютому 1943 село вдруге було звільнено, але пізніше знов захоплене ворогом. Під час окупації в районі села Миролюбівки діяв партизанський загін. Мешканці села допомагали партизанам. Комісар загону Свіщов під час виконання бойового завдання перебував у хаті жительки села Марії Рябоконь. Його присутність була помічена двома німецькими офіцерами. Під час сутички з ними Свіщов вбив одного з них, другий підняв тривогу. Нацисти заарештували М. Рябоконь і її сусідів Стригунових, Татаренків. Цих людей підозрювали у зв’язках з партизанами. Нацисти зігнали у глибоку балу все село й по черзі допитували, але серед жителів не знайшлося зрадників. Незважаючи на жорстокі тортури, місцевий Костянтин Федорович Стригунов не визнав своєї причетності до підпільної партійної  роботи. Не добившись нічого від арештованих, нацисти повісили їх на телеграфних стовпах. В той же день була розстріляна зовсім не причетна до партизанського руху І. Шаповал з двома доньками десяти і шести років. Жертви німецько-нацистської окупації були поховані односельчанами біля Миролюбівської початкової школи. Остаточно село Миролюбівка було звільнене у ході вересневих боїв 1943 року. Радянські воїни, які загинули за звільнення села поховані у братській могилі. У 1956 році останки жертв Миролюбівської трагедії були перепоховані разом з останками радянських воїнів у братську могилу. У могилі поховано 15 воїнів, крім того поховано 12 жителів села закатовані нацистами.
12 червня 2020 року, відповідно до Розпорядження Кабінету Міністрів України № 725-р «Про визначення адміністративних центрів та затвердження територій територіальних громад Харківської області», увійшло до складу Близнюківської селищної громади.
19 липня 2020 року, в результаті адміністративно-територіальної реформи та ліквідації Близнюківського району, увійшло до складу Лозівського району Харківської області.

## Економіка
- В селі є молочно-товарна ферма.